# アータル
アータル (Atar) は、ゾロアスター教に登場する火の神。
アフラ・マズダーが生み出したヤザタの一柱で、アフラ・マズダーの息子とされる。
パフラヴィー語ではアードゥル (Adur)、アーダル (Adar) と呼ばれる。

## 解説
人間に知恵と安寧をもたらし、世界を邪悪から守護する「勇敢で善き戦士」として崇拝されたという。
また、稲妻となり、雨を遅らせようとした悪魔を退治する神話もある。
讃歌『ザムヤード・ヤシュト』においては、光輪（クワルナフ）を奪い合い、邪竜アジ・ダハーカと戦った。ある時は、アジ・ダハーカは光輪を奪い取るべく罵詈雑言を吐きながらアータルに迫った。アータルは、自分がアジ・ダハーカの体の中に入って口の中で燃え上がり、アジ・ダハーカが地上に来られないように、決して世界を破壊できないようにする、と言った。アジ・ダハーカはアータルのこの言葉に萎縮して退いたという。アータルはミスラとしばしば行動を共にしており、二人でアジ・ダハーカと戦うこともあった。